# Milan Golas
Milan Golas (* 16. srpna 1958) je český advokát, manažer a politik, člen ODS. Od listopadu 2018 je jedním z místostarostů Dolních Chaber.

## Život
Vystudoval právo na Právnické fakultě Masarykovy univerzity, kde také úspěšně složil rigorózní zkoušku a získal tak titul JUDr. Pracoval v právnických a manažerských pozicích, od roku 2005 působí jako advokát. Od roku 2010 působí ve statutárních orgánech akciové společnosti V - COMM, je také jednatelem a společníkem s vkladem ve firmách MORAVIAN WELFARE (od roku 1991) a M.J.G. (od roku 2008).
Milan Golas žije v Praze, konkrétně v části Praha 8, kde sídlí pobočka jeho advokátní kanceláře, která sídlí v Brně. Je ženatý, má čtyři děti.

## Politická kariéra
Od roku 2006 je členem ODS. V komunálních volbách v letech 2006 a 2010 za tuto stranu kandidoval z předposledního místa do Zastupitelstva obce Česká v okrese Brno-venkov, ale ani jednou neuspěl.
Ve volbách do Poslanecké sněmovny PČR v letech 2010 a 2013 kandidoval z desátého, respektive třetího místa za ODS v Jihomoravském kraji, ale ani jednou neuspěl.
Ve volbách do Senátu PČR v roce 2018 kandidoval za ODS v obvodu č. 23 – Praha 8. Uvádí, že je konzervativním politikem. Rád by se zasadil o zrušení EET a dalších byrokratických zátěží. Jeho programové priority byly bezpečnost, doprava a zlepšení sportovních a volnočasových aktivit pro děti a mládež. V senátní kampani ho podpořil Vladimír Šmicer nebo spolustraníci Jaroslav Kubera a Václav Klaus mladší. Se ziskem 12,99 % hlasů skončil na 3. místě.
V komunálních volbách v roce 2018 získal zastupitelský mandát v Dolních Chabrech, kde se stal jedním z místostarostů.